# Dhuoda
Dhuoda (800 circa – 843 circa) fu una nobildonna dell'età carolingia, moglie del marchese Bernardo di Settimania, autrice di un'opera destinata all'educazione del figlio Guglielmo.

## Biografia
Era probabilmente la figlia del duca Sancho I di Guascogna. Il 29 giugno 824 sposò Bernardo nella cappella imperiale di Aquisgrana. Il 29 novembre 826 diede alla luce un figlio al quale fu posto nome Guglielmo.
Seguì il marito in varie peregrinazioni, poi si stabilì a Uzès. Il 22 marzo 841 ebbe un secondo figlio, Bernardo. Poco dopo, rimase sola ad Uzès, dove prese parte personalmente, contraendo anche forti debiti, alla difesa della Marca di Gotia nel corso del conflitto scoppiato tra i figli di Ludovico il Pio, erede di Carlomagno. Suo figlio Guglielmo, di circa sedici anni, era stato "commendato", ossia consegnato come ostaggio, al re Carlo il Calvo; l'altro figlio, benché neonato, era presso il padre, al seguito di Pipino II di Aquitania.

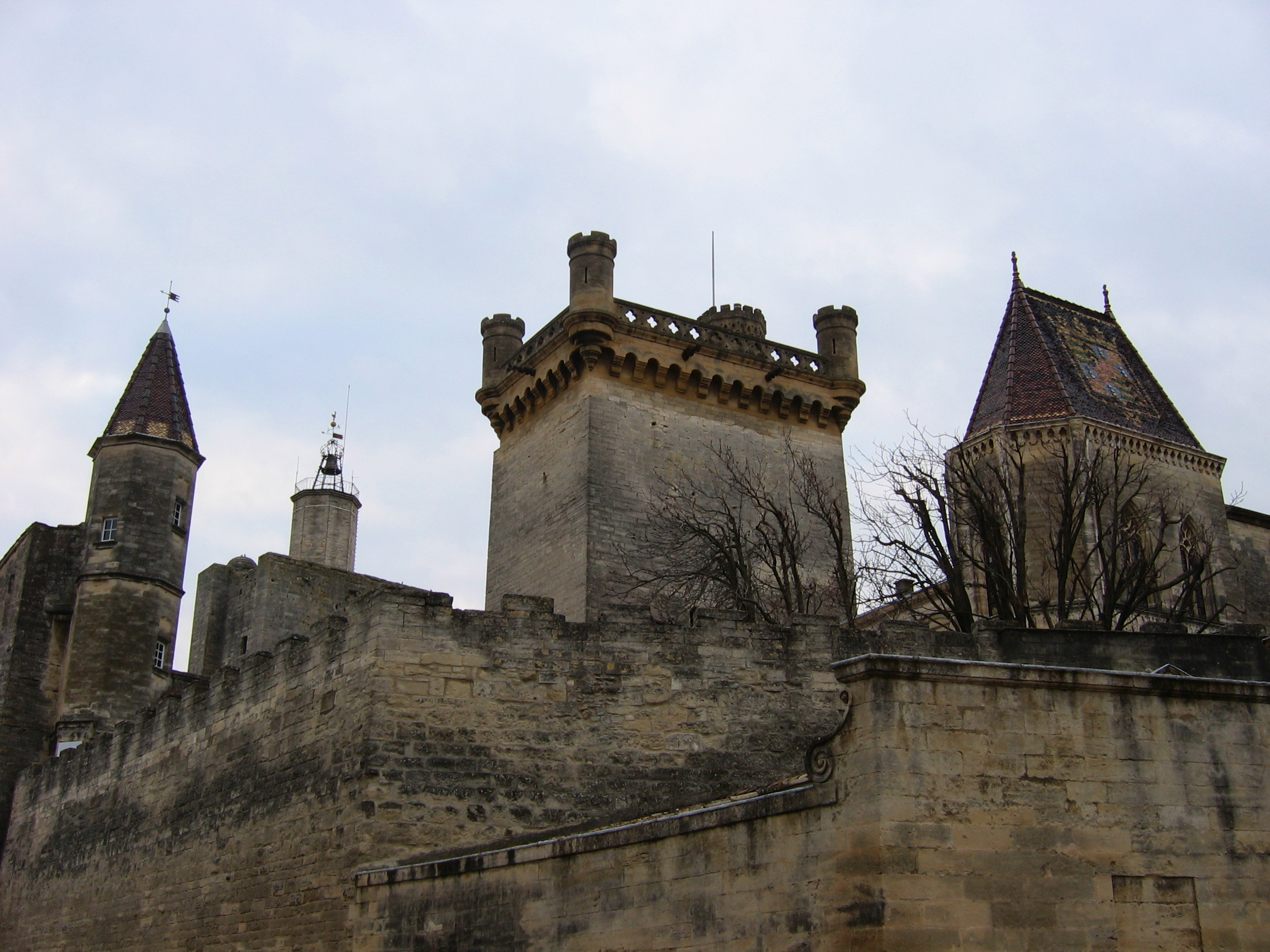
Il castello di Uzès

Fra il 30 novembre 841 e il 2 febbraio 843, Dhuoda si dedicò a scrivere il Liber manualis ovvero un trattato di educazione rivolto al figlio Guglielmo.
Della sua vita non si hanno altre notizie. Si sa invece che il marito ed il figlio Guglielmo furono condannati a morte per tradimento rispettivamente nell'844 e nell'849. Il figlio minore Bernardo ebbe sorte migliore e divenne un potente feudatario. Grazie a suo figlio, Guglielmo il Pio, fu fondata nel 910 l'Abbazia di Cluny.

## IlLiber manualis
Scritto in latino, è il più antico trattato pedagogico del Medioevo. Le date di composizione sono indicate con assoluta precisione dall'autrice. Dhuoda afferma che l'opera è stata scritta interamente da lei "dall'inizio alla fine, nella forma come nella sostanza, nella melodia delle poesie come nell'argomentazione della prosa".

Il manuale si compone di 73 capitoli e presenta insegnamenti di morale cristiana espressi con tono affabile e materno. Il prologo infatti dice: 
Il primo principio è quello dell'amore, verso Dio, il fratellino, il padre, gli amici e i compagni, i poveri e gli infelici. I continui riferimenti alle Scritture non sono corredati da spiegazioni, il che dimostra quanto fossero ben conosciute da Dhuoda e dal figlio; vi sono frequenti aneddoti che corroborano l'insegnamento. Esorta spesso il figlio alla preghiera secondo le ore canoniche, e alla lettura. La prima poesia presente nel Manuale è un acrostico le cui iniziali compongono in latino la frase "Dhuoda al suo caro figlio Guglielmo, salute. Leggi"
Per aiutare la memoria a ricordare i precetti essenziali, Dhuoda ricorre a un'aritmetica simbolica, sviluppandola fino a trarne un elementare trattato di computo.
È in complesso evidente come Dhuoda sia stata donna di notevole cultura. Accanto al fondamento rappresentato dalle Sacre Scritture, vi sono citazioni di poesie di Prudenzio, richiami a Sant'Agostino e Gregorio Magno, alla Regola di San Benedetto. Sono ricordati il grammatico Elio Donato e Isidoro di Siviglia, Alcuino, Rabano Mauro, Ambrogio Autperto. Ci sono espressioni tratte dal greco e dall'ebraico.